# Condiciones comórbidas a los trastornos del espectro autista
Los trastornos del espectro autista (TEA), incluyendo el síndrome de Asperger, son trastornos del desarrollo que tienen su inicio en la primera infancia y persisten durante la adultez, y afecta tres aspectos cruciales del desarrollo: comunicación, interacción social y comportamiento repetitivo. Hay numerosas condiciones comórbidas a los trastornos del espectro autista, tales como el síndrome del X frágil y la epilepsia.
En medicina y psiquiatría, el término comorbilidad se refiere a la presencia de una o más condiciones adicionales con la condición primaria al mismo tiempo. Cerca del 10-15% de casos de autismo tienen una condición Mendeliana (de gen único) identificable, mutaciones cromosómicas, u otro síndrome genético, y los TEA también son asociados con varias enfermedades genéticas, quizás debido a una superposición de las causas genéticas.
Distinguir entre los TEA y otros diagnósticos puede ser muy complicado debido a que los síntomas de los TEA se sobreponen con los síntomas de otros trastornos, y las características de los TEA hace que el diagnóstico con métodos tradicionales sea muy complicado.

## Condiciones comórbidas

### Ansiedad
Los trastornos de ansiedad se presentan de forma regular entre niños, jóvenes y adultos con TEA. Los síntomas pueden ser afectados por edad, nivel de funcionamiento cognitivo, grado de deterioramiento social, y complicaciones específicas de los TEA. Muchos trastornos de ansiedad, como el trastorno de ansiedad social, no son diagnosticados comúnmente entre personas con TEA debido a que esos síntomas son explicados mejor por los mismos trastornos del espectro autista, Y a menudo es difícil decir si los síntomas como el control compulsivo son parte de los trastornos del espectro autista o un problema de ansiedad comórbido. Se ha informado que la prevalencia de trastornos de ansiedad en niños con TEA se sitúa entre el 11% y el 84%; la amplia gama se presenta debido a las diferencias en las maneras los estudios fueron conducidos.

### Trastorno por déficit de atención con hiperactividad
Anteriormente, el manual de diagnóstico DSM-IV no permitía el co-diagnóstico de TEA y el trastorno por déficit de atención con hiperactividad (TDAH). Sin embargo, después de años de investigación clínica, en 2013 la publicación más reciente (DSM-5) eliminó esta prohibición de comorbilidad. Por lo tanto, las personas con trastorno del espectro autista también pueden tener un diagnóstico de TDAH, con los modificadores de tipo inatento, hiperactivo, de tipo combinado, o sin especificar. Los síntomas clínicamente significativos de estas dos condiciones coexisten comúnmente, y los niños con ambos conjuntos de síntomas pueden responder mal a los tratamientos estándar del TDAH. Las personas con TEA pueden beneficiarse de otros tipos de medicamentos o de otras terapias conductuales, como el análisis conductual aplicado y la neuro-retroalimentación.

### Trastorno bipolar
El trastorno bipolar, o manía-depresión, es un diagnóstico muy controversial, y se afirma a menudo que es comórbido con una serie de condiciones, incluido el autismo. El autismo incluye algunos síntomas comúnmente encontrados en trastornos del ánimo y ansiedad.

### Enfermedad gastrointestinal
Algunas personas con autismo también tienen síntomas gastrointestinales (GI), pero faltan datos publicados que sean rigurosos para apoyar la teoría de que los niños con autismo tienen más o diferentes síntomas gastrointestinales de lo habitual. Se ha afirmado que hasta el cincuenta por ciento de los niños con autismo experimentan problemas persistentes del tracto gastrointestinal, que van desde leves a moderados grados de inflamación en el tracto intestinal superior e inferior. Esto ha sido descrito como un síndrome, enterocolitis autista, por Andrew Wakefield; esta terminología diagnóstica ha sido cuestionada por los expertos médicos. Retiró la publicación después de un pánico moral, debido a un malentendido de que culpaba a las vacunas. El estreñimiento, a menudo con desbordamiento, o encopresis, se asocia frecuentemente con trastornos del desarrollo en los niños, y a menudo es difícil de resolver, especialmente entre aquellos con problemas conductuales y de comunicación.

### Dispraxia
Las descripciones iniciales del síndrome de Asperger y otros esquemas diagnósticos incluyen descripciones del trastorno de la coordinación del desarrollo (Dispraxia). Los niños con TEA pueden presentar retrasos en la adquisición de habilidades motoras que requieren destreza motriz, como montar en bicicleta o abrir un frasco, y pueden parecer torpes o "incómodos en su propia piel". Pueden estar mal coordinados, o tener un andar o una postura boba, mala escritura, o problemas con la integración visual-motora, habilidades perceptivas visuales y aprendizaje conceptual. Pueden mostrar problemas con la propiocepción (sensación de posición corporal) sobre las medidas del trastorno del desarrollo de la coordinación, el equilibrio, la marcha en tándem y la posición del dedo pulgar.

### Epilepsia
Los TEA también se asocian con la epilepsia, con variaciones en el riesgo de epilepsia debido a la edad, el nivel cognitivo y el tipo de trastorno del lenguaje. Uno de cada cuatro niños autistas desarrolla convulsiones, a menudo comenzando en la primera infancia o adolescencia. Las convulsiones, causadas por anormalidades en la actividad eléctrica cerebral, pueden producir una pérdida temporal de conciencia (un "apagón"), una convulsión corporal, movimientos inusuales o miradas fijas. A veces un factor que contribuye es la falta de sueño o una fiebre alta. Una EEG puede ayudar a confirmar la presencia de la convulsión. Típicamente, el inicio de la epilepsia ocurre antes de los cinco años o durante la pubertad, y es más común en las mujeres y en los individuos que también tienen una discapacidad intelectual comórbida.

### Síndrome del X frágil
El síndrome del X frágil es la forma hereditaria de discapacidad intelectual más común. Se le llamó así porque una parte del cromosoma X tiene una pieza defectuosa que aparece agujereada y frágil cuando está bajo un microscopio. El síndrome del X frágil afecta a alrededor de dos a cinco por ciento de las personas con TEA. Es importante hacer que una persona con TEA sea revisada para el X Frágil, especialmente si los padres están considerando tener otro hijo. Si un niño tiene X frágil, hay un 50% de probabilidad de que los demás niños nacidos de los mismos padres tengan X frágil (véase las Leyes de Mendel). Otros miembros de la familia que pueden estar contemplando tener un hijo también pueden desear ser revisados para el síndrome.

### Disforia de género
La disforia de género es un diagnóstico dado a las personas transgénero que experimentan molestias relacionadas con su identidad de género. Las personas autistas tienen más probabilidades de experimentar disforia de género.

### Discapacidad intelectual
La fracción de individuos autistas que también cumplen los criterios de discapacidad intelectual están en cualquier lugar del 25% al 70%, una amplia variación que ilustra la dificultad de evaluar la inteligencia autista. Por ejemplo, un estudio británico de 2001 que comparó a 26 niños autistas encontró que alrededor del 30% tenía una inteligencia en el rango normal (CI superior a 70), el 50% con una discapacidad intelectual de leve a moderada y aproximadamente el 20% con discapacidad intelectual severa a profunda (por debajo de 35). Para los TEA distintos del autismo clásico, la asociación es mucho más débil: el mismo estudio mostró una inteligencia normal en aproximadamente el 94% de los 53 niños con TGD-NE. Se estima que el 40-69% de los individuos con TEA tienen algún grado de discapacidad intelectual, y las mujeres tienen más probabilidades de estar en el rango grave de una discapacidad intelectual. Las discapacidades de aprendizaje también son altamente comórbidas en individuos con TEA. Aproximadamente el 25-75% de las personas con TEA también tienen algún grado de discapacidad de aprendizaje, aunque los tipos de discapacidad de aprendizaje varían dependiendo de las fortalezas y debilidades específicas del individuo. 
Un análisis de 2006 cuestionó el supuesto común de que la mayoría de los niños con autismo tienen una discapacidad intelectual. Es posible que la asociación entre una discapacidad intelectual y el autismo no se deba a que suelen tener causas comunes, sino porque la presencia de ambos hace más probable que ambos sean diagnosticados.
El CDC afirma que basándose en la información de 11 estados informantes, el 46% de las personas con autismo tienen un CI de 85 o más alto.

### Neuroinflamación y trastornos inmunológicos
El papel del sistema inmunológico y la neuroinflamación en el desarrollo del autismo es controvertido. Hasta hace poco, había escasa evidencia que soportara hipótesis inmunes, pero la investigación sobre el papel de la respuesta inmune y la neuroinflamación puede tener importantes implicaciones clínicas y terapéuticas. El papel exacto de una mayor respuesta inmune en el sistema nervioso central (SNC) de los pacientes con autismo es incierto, pero puede ser un factor primario en el desencadenamiento y el mantenimiento de muchas de las enfermedades comórbidas asociadas con el autismo. Estudios recientes indican la presencia de una mayor actividad neuroimunológica tanto en el tejido cerebral como en el líquido cefalorraquídeo de los pacientes con autismo, lo que respalda la opinión de que una mayor respuesta inmunitaria puede ser un factor esencial en el inicio de los síntomas autistas. Un análisis de 2013 también encontró evidencia de activación microglial y aumento de la producción de citocinas en muestras post mortem de personas con autismo.

### Trastorno obsesivo-compulsivo
El trastorno obsesivo-compulsivo se caracteriza por pensamientos obsesivos e intrusivos recurrentes y actos compulsivos. Alrededor del 30% de las personas con trastornos del espectro autista también tienen TOC.

### Síndrome de Tourette
La prevalencia del síndrome de Tourette entre los individuos con autismo se estima en un 6,5%, superior a la prevalencia del 2% al 3% para la población general. Se han adelantado varias hipótesis para esta asociación, incluyendo factores genéticos comunes y anomalías en la producción y recepción de dopamina, glutamato y serotonina.

### Problemas sensoriales
Respuestas inusuales a los estímulos sensoriales son más comunes y prominentes en los individuos con autismo, aunque no hay buena evidencia de que los síntomas sensoriales diferencian el autismo de otros trastornos del desarrollo. El trastorno de procesamiento sensorial es comórbido con ASD, con tasas de comorbilidad de 42-88%.
Varios estudios han reportado problemas motores asociados que incluyen tono muscular pobre, mala planificación motora y caminar sobre la punta de los pies; los TEA no están asociados con alteraciones motrices severas.
Muchos con TEA a menudo se sienten incómodos para sentarse o pararse de pie de una manera que la gente neurotípica vería normal, y en su lugar puede parecer estar en una posición incómoda, como de pie con los dos pies juntos, supinando, sentado con las piernas cruzadas o con un pie encima del otro, o simplemente tener una forma de andar incómoda. Sin embargo, a pesar de que evidentemente ocurre más a menudo en las personas con TEA, todas las pruebas son anecdóticas y no han sido investigadas hasta el momento. Algunos psicólogos han observado que hay una coincidencia en el modo en que estas posiciones "incómodas" pueden manifestarse.

### Esclerosis tuberosa
La esclerosis tuberosa es un trastorno genético poco frecuente que hace que tumores benignos crezcan en el cerebro, así como en otros órganos vitales. Tiene una asociación consistentemente fuerte con el espectro del autismo. El 1-4% de personas autistas también tienen esclerosis tuberosa. Estudios han informado que entre el 25% y el 61% de los individuos con esclerosis tuberosa cumplen los criterios diagnósticos para el autismo, con una proporción aún más alta que muestra las características de un trastorno generalizado del desarrollo más amplio.

### Trastornos del sueño
Los trastornos del sueño son reportados por los padres de individuos con TEA, incluyendo el inicio del sueño tardío, el despertar temprano en la mañana y el mal mantenimiento del sueño; los trastornos del sueño están presentes entre el 53-78% de los individuos con TEA. A diferencia del insomnio pediátrico general, que tiene sus raíces en el comportamiento, los trastornos del sueño en los individuos con TEA son comórbidos con otros problemas neurobiológicos, médicos y psiquiátricos.
Si no se abordan, los trastornos severos del sueño pueden exacerbar los comportamientos de la TEA, como la autolesión; Sin embargo, no hay tratamientos farmacológicos aprobados por la FDA para el insomnio pediátrico en este momento. Algunas pruebas sugieren que los suplementos de melatonina mejoran los patrones de sueño en los niños con autismo, pero carecen los estudios robustos y de alta calidad en general.

### Otros trastornos mentales
Las fobias, depresión y otros trastornos psicopatológicos a menudo se han descrito junto con el TEA, pero esto no se ha evaluado sistemáticamente.
La presentación de la depresión en los TEA puede depender del nivel de funcionamiento cognitivo, mientras que los niños que funcionan más bajo muestran más problemas de conducta y los niños con un funcionamiento más alto presentan síntomas depresivos más tradicionales. Se cree que la depresión se desarrolla y ocurre más en individuos de alto funcionamiento durante la adolescencia, cuando desarrollan una mayor comprensión de sus diferencias con respecto a otros.